# 白い雌ライオン
『白い雌ライオン』（しろいめすライオン、Den vita lejoninnan）は、ヘニング・マンケル著によるスウェーデンの警察小説「クルト・ヴァランダー・シリーズ」の第3作である。

## あらすじ
1992年4月24日、イースタッドの不動産業者ルイース・オーケブロムが失踪した。警察が捜索すると彼女が立ち寄ったと思われる場所の付近の沼の中から彼女の車が発見され、更にその近くの家が爆発炎上した。焼け跡から発見されたのはロシア製の通信機器の残骸、南アフリカ共和国製の拳銃の銃把と黒人の指の一部であった。4月30日、付近の家の井戸の中から射殺されたルイース・オーケブロムの遺体が発見された。
爆発炎上した家の管理人によると家の借主は外国語訛りのスウェーデン語を話す外国人らしい白人だったとのことであった。眉間を撃たれた被害者や家屋の爆破の手際良さからある種のプロフェッショナルの関与が想像された。
一方で4月29日にストックホルムでは銀行強盗が発生し警官が頭部を撃たれて殺されるという事件が発生した。逃走の際に車を強奪していったが、その車の所有者の証言では犯人は外国語訛りのスウェーデン語を話したという。更にストックホルムではアフリカ人の集まるクラブで銃の発砲事件が発生し、裏社会では左手を負傷した黒人に懸賞金が掛けられたという噂が流れていた。

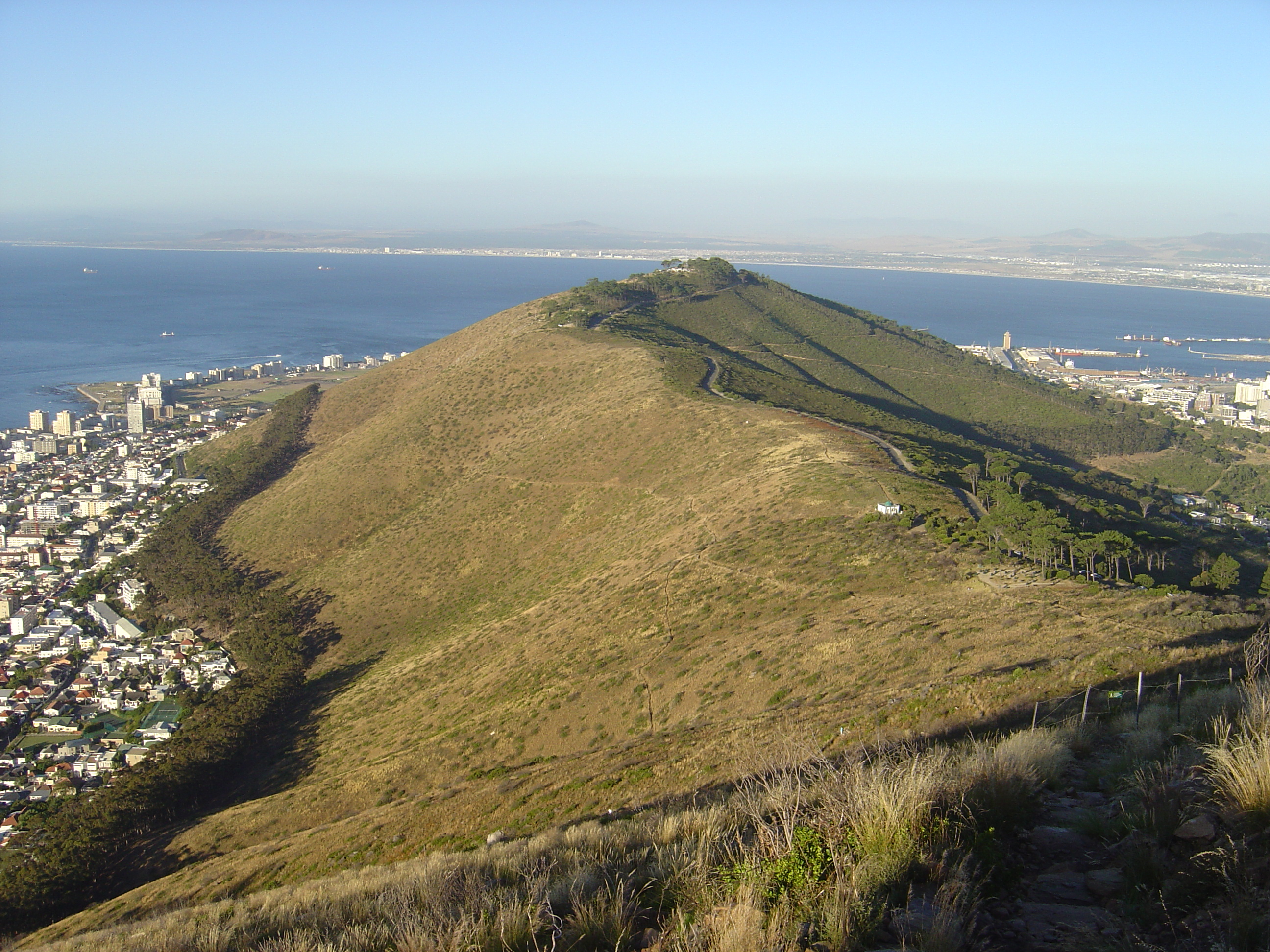
ケープタウンのシグナル・ヒル（Signal Hill）

## 登場人物
クルト・ヴァランダー
イースタッド警察、警部
スヴェードベリ
イースタッド警察、刑事
マーテインソン
イースタッド警察、刑事
ビュルク
イースタッド警察、署長
ロヴェーン
ストックホルム警察、刑事
ルイース・オーケブロム
不動産業者
ローベルト・オーケブロム
ルイースの夫
ウラジミール・リコフ
ストックホルムの旅行業者
アンナ・リコフ
ウラジミールの妻